# Richie Campbell
Richie Campbell, född 8 februari 1983, är en brittisk skådespelare.
Campbell har bland annat medverkat i TV-serien Top Boy (2011-2022), Ord mot ord (2017-2020) och Grace (2021-2024).

## Filmografi (i urval)
- 2011–2022 – Top Boy (TV-serie)
- 2017–2020 – Ord mot ord (TV-serie)
- 2021–2024 – Grace (TV-serie)